# Laurence Vincent-Lapointe

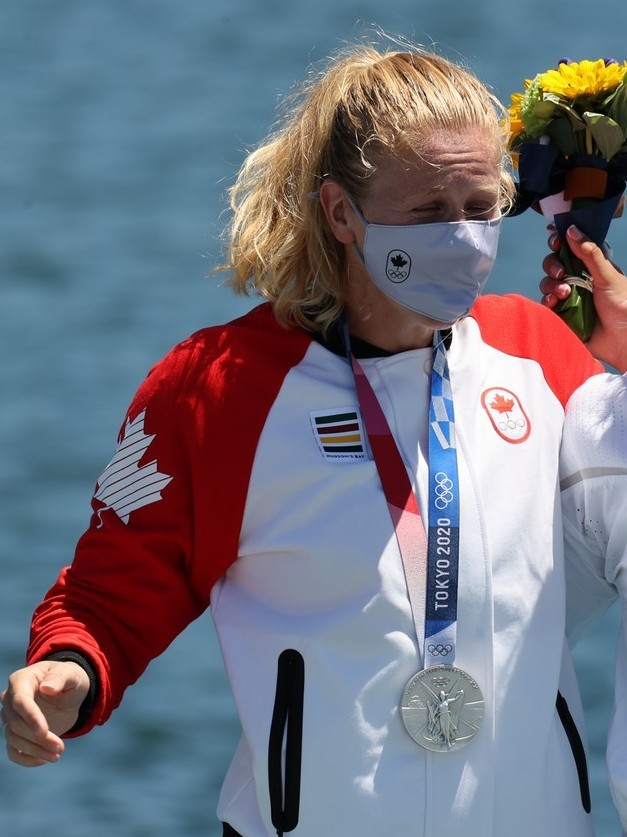
Laurence Vincent-Lapointe, 2021

Laurence Vincent-Lapointe (* 27. Mai 1992) ist eine kanadische Kanurennsportlerin, welche im Kanadier startet. Bei den Weltmeisterschaften gewann sie zwölfmal den Titel.

## Karriere
Bei den Weltmeisterschaften 2010 am Maltasee in Posen startete Laurence Vincent-Lapointe im Einer-Kanadier über die 200 Meter und siegte vor der Chinesin Li Tianian und der Russin Maria Kazakova. Diesen Titel konnte sie bis zu den Weltmeisterschaften 2015 dreimal verteidigen. Beim Sieg von Stanilija Stamenowa verpasste sie 2015 eine Medaille. Bei den Weltmeisterschaften 2017 in Račice u Štětí gewann sie im Einer-Kanadier über die 200 Meter ihre fünfte Goldmedaille über diese Strecke.
Bei den Weltmeisterschaften 2011 in Szeged startete sie zudem im Zweier-Kanadier über die 500 Meter und wurde gemeinsam mit Mallorie Nicholson Weltmeister in dieser Disziplin. Im Gegensatz zu 2011 startete sie bei den Weltmeisterschaften 2013 auf Regattabahn Duisburg im Sportpark Duisburg gemeinsam mit Sara-Jane Caumartin und konnte gemeinsam mit ihr den Titel im Zweier-Kanadier über die 500 Meter verteidigten. Während sie 2014 als Vierte eine Medaille verpasste und 2015 nicht im Zweier-Kanadier startete, gewann sie bei den Weltmeisterschaften 2017 gemeinsam mit Katie Vincent zum dritten Mal den Weltmeistertitel in dieser Disziplin.
Sowohl bei den Olympischen Spielen 2012 und 2016 wurde kein Frauenwettbewerb im Kanadier ausgetragen, weshalb Laurence Vincent-Lapinte bisher noch nicht bei den Olympischen Spielen starten konnte.
Im August 2019 wurde Vincent-Lapointe bei einer Dopingkontrolle positiv auf Ligandrol getestet und vorläufig gesperrt. Da sie die verbotene Substanz ohne ihr Wissen und unverschuldet zu sich genommen hatte und diese auch nur in sehr kleiner Menge nachgewiesen wurde, sprach der Internationale Kanuverband Vincent-Lapointe von einem Dopingvergehen frei. Sie verpasste durch die provisorische Sperre aber dennoch die Weltmeisterschaften 2019 und damit eine etwaige Qualifikation für die Olympischen Spiele 2020 in Tokio.